# Chaudière-Appalaches
Chaudière-Appalaches [ʃoˈdjɛʁ apaˈlaʃ] ist eine Verwaltungsregion (französisch région administrative) im Südosten der kanadischen Provinz Québec.
Sie ist weiter in neun regionale Grafschaftsgemeinden (französisch municipalités régionales de comté) und 136 Gemeinden unterteilt. Sitz der Verwaltung ist Montmagny.
Die Einwohnerzahl beträgt 420.082 (Stand: 2016).
2011 betrug die Einwohnerzahl 406.401 und die Landfläche 15.070,9 km², was einer Bevölkerungsdichte von 27,0 Einwohnern je km² entsprach. 99,8 % der Einwohner sprachen Französisch und 0,1 % Englisch als Hauptsprache.
Im Osten grenzt Chaudière-Appalaches an den US-Bundesstaat Maine, im Süden an die Region Estrie, im Westen an Centre-du-Québec, im Nordwesten an Capitale-Nationale, im Nordosten an Bas-Saint-Laurent.

## Gliederung
Regionale Grafschaftsgemeinden (MRC):
- Beauce-Centre
- Beauce-Sartigan
- Bellechasse
- Les Appalaches
- La Nouvelle-Beauce
- Les Etchemins
- L’Islet
- Lotbinière
- Montmagny

Gemeinde außerhalb einer MRC:
- Lévis